# Sheffield (Vermont)
Sheffield es un pueblo ubicado en el condado de Caledonia en el estado estadounidense de Vermont. En el año 2010 tenía una población de 703 habitantes y una densidad poblacional de 15,13 personas por km².

## Geografía
Sheffield se encuentra ubicado en las coordenadas 44°37′59″N 72°7′57″O / 44.63306, -72.13250.

## Demografía
Según la Oficina del Censo en 2000 los ingresos medios por hogar en la localidad eran de $28,125 y los ingresos medios por familia eran $31,591. Los hombres tenían unos ingresos medios de $27,727 frente a los $21,500 para las mujeres. La renta per cápita para la localidad era de $13,277. Alrededor del 22.9% de la población estaban por debajo del umbral de pobreza.